# Abdulla Koni
Abdulla Obaid Koni, né le 19 juillet 1979 au Sénégal, est un footballeur international qatarien évoluant au poste de défenseur. Il évolue dans le club d'Al-Sadd SC.

## Biographie

### Carrière en club
Abdulla Koni est né au Sénégal. Il quitte très jeune son pays natal pour vivre au Qatar où il signe un contrat avec le club de football d'Al-Sadd SC en 1996, alors qu'il n'a que 17 ans. 
Il commence à jouer en Qatar Stars League dès la saison 1996-97. Il réalise 13 matchs lors de sa première saison en professionnel. 
Avec le club d'Al-Sadd il remporte quatre titres de champions du Qatar, des coupes nationales du Qatar, une Ligue des champions arabes et surtout en tant que capitaine une Ligue des champions d'Asie en 2011 qualificatif pour la Coupe du monde des clubs de la FIFA 2011. Lors du premier match de son club il inscrit un but de la tête contre le champion d'Afrique : l'Espérance sportive de Tunis (2-1).
Jusqu'à présent, il a réalisé la totalité de sa carrière dans le même club : Al Sadd.

### Carrière en sélection
Il ne participe pas à des matchs internationaux avec la sélection sénégalaise. 
Le Qatar le naturalise et il honore sa première sélection le 19 septembre 1997 à l'âge de 18 ans contre le Koweït  pour le compte des éliminatoires de la Coupe du monde 1998. Il rentre à la 87e minute à la place de son compatriote Adel Mulla Al Mulla.

## Palmarès
Al-Sadd SC
| - Ligue des champions de l'AFC - Vainqueur (1) : 2011. - Ligue des champions arabes - Vainqueur (1) : 2001[réf. nécessaire]. - Championnat du Qatar - Vainqueur (4) : 2000, 2004, 2006 et 2007. - Finaliste (4) : 2003, 2008, 2009 et 2010. |  | - Coupe du Qatar - Vainqueur (6) : 2000, 2001, 2003, 2005 et 2007[réf. nécessaire]. - Finaliste (1) : 2002[réf. nécessaire]. - Coupe Crown Prince de Qatar - Vainqueur (6) : 1998, 2003, 2006, 2007 et 2008[réf. nécessaire]. - Finaliste (1) : 2004[réf. nécessaire]. - Coupe Sheikh Jassem du Qatar - Vainqueur (4) : 1998, 2000, 2002 et 2007[réf. nécessaire]. |

## Carrière
| Saison    | Club       | Championnat | Championnat | Championnat | Coupe(s) nationale(s) | Coupe(s) nationale(s) | Compétition(s) continentale(s) | Compétition(s) continentale(s) | Compétition(s) continentale(s) | Coupe intercontinentale | Coupe intercontinentale | Sélection | Sélection | Sélection | Total | Total |
| Saison    | Club       | Division    | M.          | B.          | M.                    | B.                    | Comp.                          | M.                             | B.                             | M.                      | B.                      | Équipe    | M.        | B.        | M.    | B.    |
| 1996-1997 | Al-Sadd SC | 1           | 13          | 0           | -                     | -                     | -                              | -                              | -                              | -                       | -                       | -         | -         | -         | 13    | 0     |
| 1997-1998 | Al-Sadd SC | 1           | 15          | 0           | -                     | -                     | -                              | -                              | -                              | -                       | -                       | Qatar     | 2         | 0         | 17    | 0     |
| 1998-1999 | Al-Sadd SC | 1           | 14          | 0           | -                     | -                     | -                              | -                              | -                              | -                       | -                       | -         | -         | -         | 14    | 0     |
| 1999-2000 | Al-Sadd SC | 1           | 13          | 2           | -                     | -                     | -                              | -                              | -                              | -                       | -                       | -         | -         | -         | 13    | 2     |
| 2000-2001 | Al-Sadd SC | 1           | -           | -           | -                     | -                     | -                              | -                              | -                              | -                       | -                       | -         | -         | -         | 0     | 0     |
| 2001-2002 | Al-Sadd SC | 1           | 12          | 1           | -                     | -                     | -                              | -                              | -                              | -                       | -                       | -         | -         | -         | 12    | 1     |
| 2002-2003 | Al-Sadd SC | 1           | 6           | 1           | -                     | -                     | -                              | -                              | -                              | -                       | -                       | -         | -         | -         | 6     | 1     |
| 2003-2004 | Al-Sadd SC | 1           | 17          | 1           | -                     | -                     | -                              | -                              | -                              | -                       | -                       | Qatar     | 2         | 0         | 19    | 1     |
| 2004-2005 | Al-Sadd SC | 1           | 25          | 5           | -                     | -                     | -                              | -                              | -                              | -                       | -                       | Qatar     | 2         | 0         | 27    | 5     |
| 2005-2006 | Al-Sadd SC | 1           | 24          | 2           | -                     | -                     | -                              | -                              | -                              | -                       | -                       | Qatar     | 1         | 0         | 25    | 2     |
| 2006-2007 | Al-Sadd SC | 1           | 15          | 0           | -                     | -                     | C1                             | 1                              | -                              | -                       | -                       | Qatar     | 3         | 0         | 19    | 0     |
| 2007-2008 | Al-Sadd SC | 1           | 18          | 1           | -                     | -                     | C1                             | 3                              | -                              | -                       | -                       | Qatar     | 8         | 0         | 29    | 1     |
| 2008-2009 | Al-Sadd SC | 1           | 15          | 0           | -                     | -                     | -                              | -                              | -                              | -                       | -                       | Qatar     | 3         | 0         | 18    | 0     |
| 2009-2010 | Al-Sadd SC | 1           | 6           | 0           | -                     | -                     | -                              | -                              | -                              | -                       | -                       | -         | -         | -         | 6     | 0     |
| 2010-2011 | Al-Sadd SC | 1           | 9           | 1           | -                     | -                     | C1                             | 12                             | 1                              | -                       | -                       | -         | -         | -         | 21    | 2     |
| 2011-2012 | Al-Sadd SC | 1           | 8           | 0           | -                     | -                     | -                              | -                              | -                              | 3                       | 1                       | -         | -         | -         | 11    | 1     |